# Dvorany nad Nitrou
Dvorany nad Nitrou – wieś (obec) na Słowacji, w kraju nitrzańskim, w powiecie Topolczany na Nizinie Naddunajskiej.